# Karl-Heinz Bleiel
Karl-Heinz Bleiel (* 26. Oktober 1934 in Liegnitz, Provinz Niederschlesien; † 2008) war ein Brigadegeneral des Heeres der Bundeswehr. Er war im Fachdienst des Militärgeographie tätig.

## Leben
Beförderungen
- 1965 Major
- 1970 Oberstleutnant
- 1980 Oberst
- 1993 Brigadegeneral

Bleiel absolvierte 1955 das Abitur in Salzgitter. Anschließend studierte er Geodäsie an der Technischen Hochschule Braunschweig und ab dem Sommersemester 1957 an der Technischen Universität Berlin. 1960 legte er das Examen zum Diplom-Ingenieur ab und trat am 1. Oktober 1960 im Dienstgrad eines Hauptmanns in die Laufbahn der Offiziere des Militärgeographischen Dienstes bei der Topographielehrbatterie in Idar-Oberstein in die Bundeswehr ein. Als Angehöriger der Topographietruppe wurde er an der Heeresoffizierschule I in Hannover und der Artillerieschule in Idar-Oberstein ausgebildet und war von April 1962 bis September 1964 Vermessungs-Zugführer in der Topographielehrbatterie in Idar-Oberstein. 
Im Oktober 1964 wurde Bleiel Militärgeographie-Stabsoffizier im Hauptquartier der Alliierten Landstreitkräfte Schleswig-Holstein und Jütland (LANDJUT) der NATO in Rendsburg und erster Batteriechef der LANDJUT zugeordneten Topographiebatterie 601. Im April 1967 wechselte er als Korpstopographieoffizier des II. Korps und Batteriechef der Topographiebatterie 201 nach Ulm und im April 1971 als Militärgeopraphie-Stabsoffizier ins Hauptquartier der Central Army Group der NATO nach Mannheim. Im Oktober 1972 wurde er Gruppenleiter im Amt für Militärisches Geowesen in Bonn, wo er die Gruppen für Vermessung, Luftbildwesen und Kartographie leitete, und im April 1976 Militärgeopraphie-Stabsoffizier beim Leiter des Militärischen Geowesens im Streitkräfteamt in Bonn. Im April 1978 wechselte er ins Bundesministerium der Verteidigung auf die Hardthöhe als Referent im Referat III 6 im Führungsstab der Streitkräfte. Im Oktober 1980 wurde er Abteilungsleiter Militärlandeskunde im Amt für Militärisches Geowesen in Bonn und im April 1984 stellvertretender Amtschef und Abteilungsleiter für Zentrale Aufgaben im Amt für Militärisches Geowesen in der Mercator-Kaserne in Euskirchen. Ab April 1997 war er Gruppenleiter 6 in der Abteilung 6 (Kampfunterstützungstruppen), Heerestopographieoffizier und Inspizient Topographietruppe im Heeresamt in Köln.
In seiner letzten Verwendung war Bleiel ab Oktober 1989 Amtschef des Amtes für Militärisches Geowesen und Leiter des Militärischen Geowesens der Bundeswehr in Euskirchen, wo er 1993 zum Brigadegeneral ernannt wurde. Mit Ablauf des März 1995 wurde er in den Ruhestand versetzt.
Bleiel war verheiratet und hatte drei Söhne. Er verstarb 2008 und wurde auf dem Neuen Friedhof Bad Honnef beigesetzt.

## Schriften
- Orientierung mit Karte und Luftbild. 3. überarb. Auflage. Walhalla und Praetoria, Regensburg 1989, ISBN 978-3-8029-6400-8.
- Automation in der Kartographie: Bericht über das Linael Input System (LIS) beim US Rome Air Development Center. Bonn 1974, DNB 920917887.
- Das Magnetfeld der Erde als Grundlage für Richtungsbestimmungen. Bonn 1974, DNB 920923259.